# سولماز دریانی
سولماز دریانی (متولد ١٩٨٩ در تبریز، ایران) عکاس و هنرمند تجسمی ایرانی ساکن بریتانیا و ایران است. کارهای او به ویژه برای بررسی موضوعات امنیت آب و هوا، تغییرات آب و هوایی، بحران آب، هویت انسانی و محیط زیست در خاورمیانه، شناخته شده است. دریانی یکی از اعضای عکس زنان و Diversify Photo است.

## زندگی و حرفه
دریانی در رشته علوم کامپیوتر در دانشگاه آزاد تحصیل کرد و با مدرک کارشناسی مهندسی نرم‌افزار فارغ‌التحصیل شد. او در سال ۲۰۱۲، پس از مطالعات مستقل در زمینه فیلمبرداری، به عنوان عکاس خودآموخته به عکاسی روی آورد. از سال ۲۰۱۴ سولماز دریانی تأثیرات زیست‌محیطی و انسانی خشک شدن دریاچه ارومیه، یکی از ناگوارترین بلایای زیست‌محیطی در خاورمیانه را پوشش داد، که در اولین کتاب او با عنوان چشم‌های زمین توسط بنیاد فتواویدنس در سال ۲۰۲۱ منتشر شد.
او در سال ۲۰۱۷،‌ کمک مالی آژانس عکس مگنوم را برای عکاسی با موضوع «درباره دین» بایگانی‌شده  در ۷ ژانویه ۲۰۲۱ توسط Wayback Machine دریافت کرد. همچنین در پاییز ۲۰۱۹، موفق به کسب جایزه‌ی الکساندرا بولا -عکاس فقید فرانسوی- شد تا بتواند در دانشکده رسانه و روزنامه نگاری دانمارک تحصیل کند. کتاب چشم‌های زمین به عنوان تازه‌ترین اثر منتشر شده از سولماز دریانی، علاوه بر کسب جایزه‌ی کتاب «بنیاد فتواویدنس»،‌ توسط سازمان خیریه‌ی بریتانیایی IdeasTap تبلیغ شد و مورد حمایت مالی مجله عکاسی بین‌المللی و  آژانس عکس مگنوم قرار گرفت.
دریانی به عنوان یکی از اعضای عکس زنان، از طریق کار خود رابطه بین تعارض، تحصیل دختران، ازدواج کودکان و تغییرات آب و هوایی در خاورمیانه را کشف می‌کند. پروژه‌های او تنوع سبک زندگی و روابط بین مردم و محیط آنها را از طریق روایت‌های شخصی با شناسایی مکان‌ها، شخصیت‌ها و صحنه‌ها بررسی می‌کند. سولماز دریانی معمولاً روی پروژه‌های بلند مدت کار می‌کند. از ابتدای کار خود، او با ایجاد مجموعه‌هایی در دوره‌های طولانی‌تر روی داستان سرایی کار کرده‌است تا بفهمد زمان چگونه بر افراد و محیط تأثیر می‌گذارد. پروژه‌های عکاسی بلند مدت وی عبارتند از چشم‌های زمین (۲۰۱۴ – ۲۰۲۱) و در بیابان‌های تالاب (۲۰۱۸ - در حال انجام). در سال ۲۰۱۷، او در فیلم مستند فرانسوی نمای نزدیک از ایران ظاهر شد. این مستند،‌ درباره‌ی پنج عکاس ایرانی است که با وجود مشکلاتی که برای کار و زندگی در ایران دارند، از روی اشتیاق و غرور، ماندن در آن کشور را انتخاب کرده‌اند. سولماز دریانی، گوهر دشتی، شادی قدیریان، عباس کوثری، تهمینه منزوی و نیوشا توکلیان بازیگران اصلی مستند نمای نزدیک از ایران هستند. آناهیتا قبائیان، یکی از مشهورترین کارگردانان گالری عکس ایران، موضوع این فیلم مستند است.
دریانی در زمینه‌های بین‌المللی کار کرده‌است و بحران آب، تغییرات آب‌وهوایی و داستان‌های مستند اجتماعی در ایران، افغانستان، ترکیه و بریتانیا را پوشش داده‌است. آثار وی توسط مجلات و روزنامه‌های بین‌المللی مانند نیویورک تایمز، اشپیگل، نشنال جئوگرافیک، اطلس آبسکورا، فارین پالیسی، نوول اوبزرواتور، زنیت، ودر چنل، لوموند، پولکا، پژوهشگر آمریکایی، تلراما و سایر نشریات به‌کار رفته‌است..

## عکس‌ها

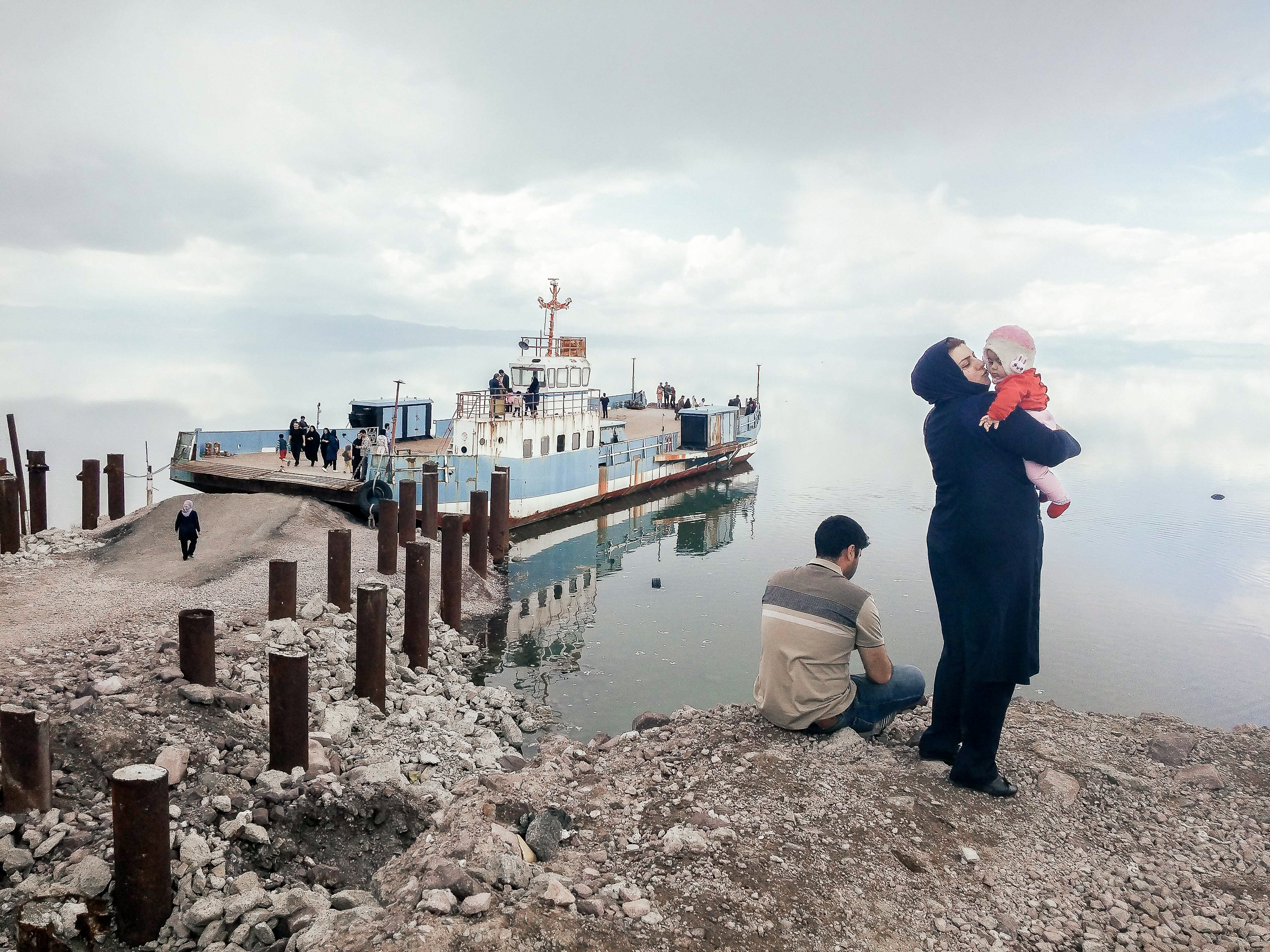
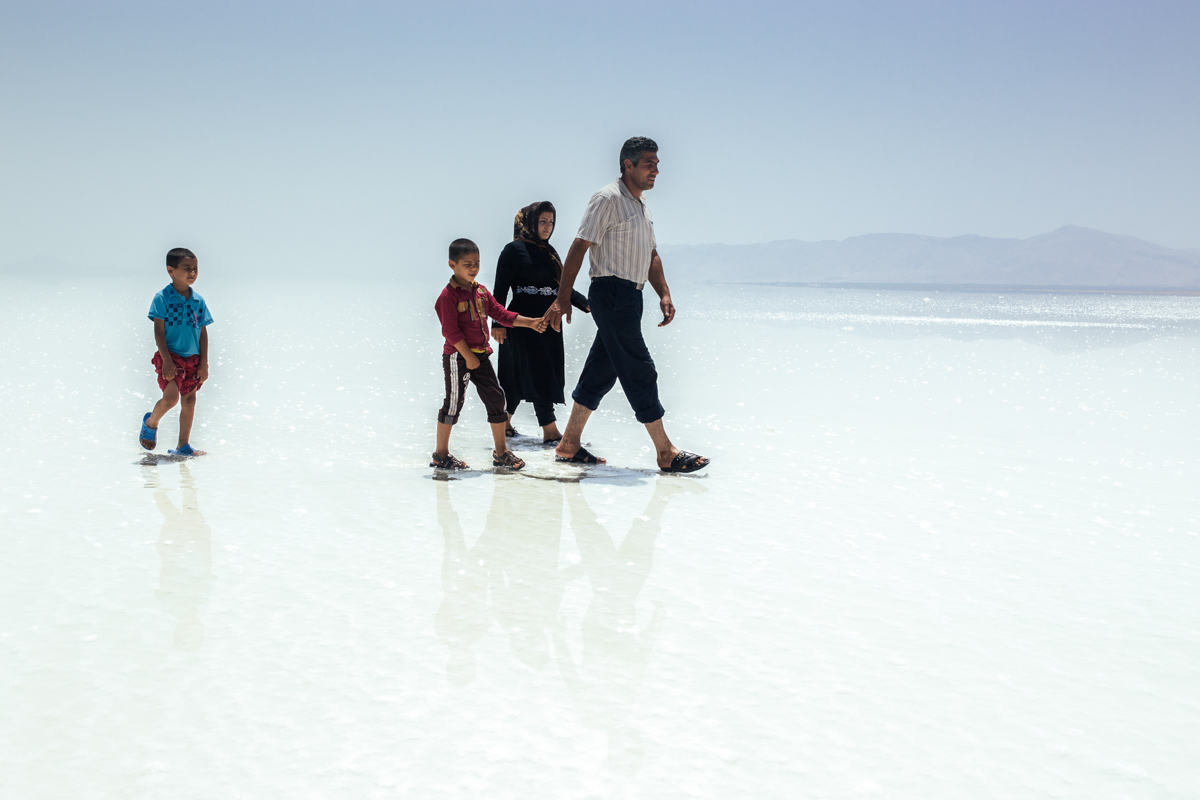
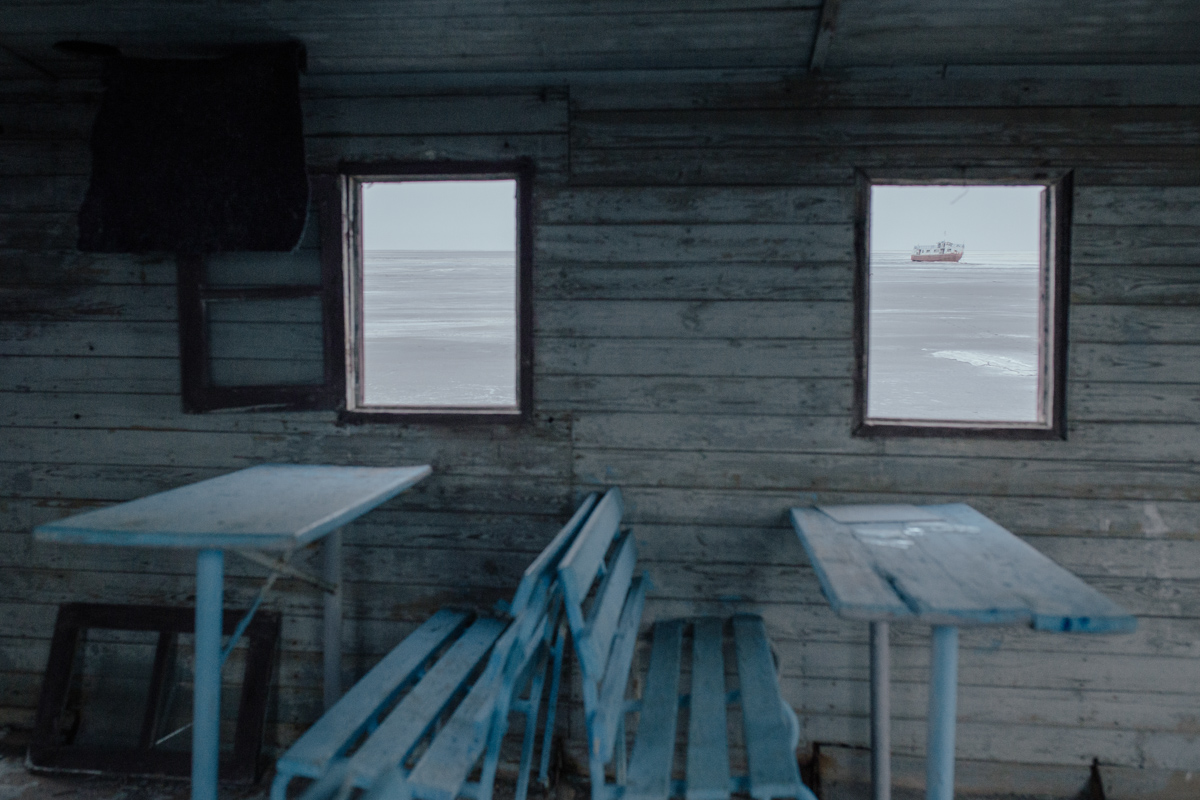
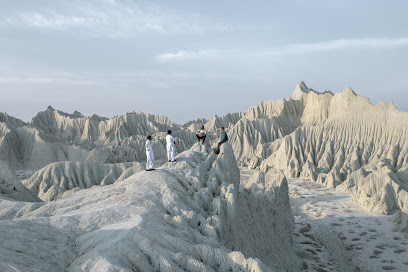